# Списак насељених места у Француској: Q
| A \| B \| C \| D \| E \| F \| G \| H \| I \| J \| K \| L \| M \| N \| O \| P \| Q \| R \| S \| T \| U \| V \| W \| X \| Y \| Z \| É |

- Quaix-en-Chartreuse
- Quantilly
- Quarante
- Quarouble
- Quarré-les-Tombes
- Quarte
- Quartier
- Quasquara
- Quatre-Champs
- Quatre-Routes-du-Lot
- Quatremare
- Quatzenheim
- Quaëdypre
- Queaux
- Queige
- Quelaines-Saint-Gault
- Quelmes
- Quelneuc
- Quemigny-Poisot
- Quemigny-sur-Seine
- Quemper-Guézennec
- Quemperven
- Quend
- Quenne
- Quenoche
- Quenza
- Quercamps
- Quercitello
- Quernes
- Querqueville
- Querrien
- Querrieu
- Querré
- Quers
- Quesmy
- Quesne
- Quesnel
- Quesnel-Aubry
- Quesnoy-en-Artois
- Quesnoy-le-Montant
- Quesnoy-sur-Airaines
- Quesnoy-sur-Deûle
- Quesques
- Quessigny
- Quessy
- Questembert
- Questrecques
- Quet-en-Beaumont
- Quetigny
- Quettehou
- Quettetot
- Quetteville
- Quettreville-sur-Sienne
- Queudes
- Queue-en-Brie
- Queue-les-Yvelines
- Queuille
- Quevauvillers
- Quevillon
- Quevilloncourt
- Queyrac
- Queyrières
- Queyssac
- Queyssac-les-Vignes
- Quiberon
- Quiberville
- Quibou
- Quiers
- Quiers-sur-Bézonde
- Quierzy
- Quiestède
- Quilen
- Quillan
- Quillebeuf-sur-Seine
- Quillio
- Quilly (Ardennes)
- Quilly (Loire-Atlantique)
- Quily
- Quimper
- Quimperlé
- Quincampoix
- Quincampoix-Fleuzy
- Quincerot (Côte-d'Or)
- Quincerot (Yonne)
- Quincey (Côte-d'Or)
- Quincey (Haute-Saône)
- Quincieu
- Quincieux
- Quincié-en-Beaujolais
- Quincy
- Quincy-Basse
- Quincy-Landzécourt
- Quincy-Voisins
- Quincy-le-Vicomte
- Quincy-sous-Sénart
- Quincy-sous-le-Mont
- Quingey
- Quinquempoix
- Quins
- Quinsac (Dordogne)
- Quinsac (Gironde)
- Quinson
- Quinssaines
- Quint-Fonsegrives
- Quintal
- Quinte
- Quintenas
- Quintenic
- Quintigny
- Quintillan
- Quintin
- Quinçay
- Quinéville
- Quiou
- Quirbajou
- Quiry-le-Sec
- Quissac (Gard)
- Quissac (Lot)
- Quistinic
- Quittebeuf
- Quivières
- Quièvrecourt
- Quié
- Quiéry-la-Motte
- Quiévelon
- Quiévrechain
- Quiévy
- Quéant
- Québriac
- Quédillac
- Quéménéven
- Quérigut
- Quérénaing
- Quéven
- Quévert
- Quévreville-la-Poterie
- Quézac (Cantal)
- Quézac (Lozère)
- Quœux-Haut-Maînil

| A \| B \| C \| D \| E \| F \| G \| H \| I \| J \| K \| L \| M \| N \| O \| P \| Q \| R \| S \| T \| U \| V \| W \| X \| Y \| Z \| É |